# Cobhamites

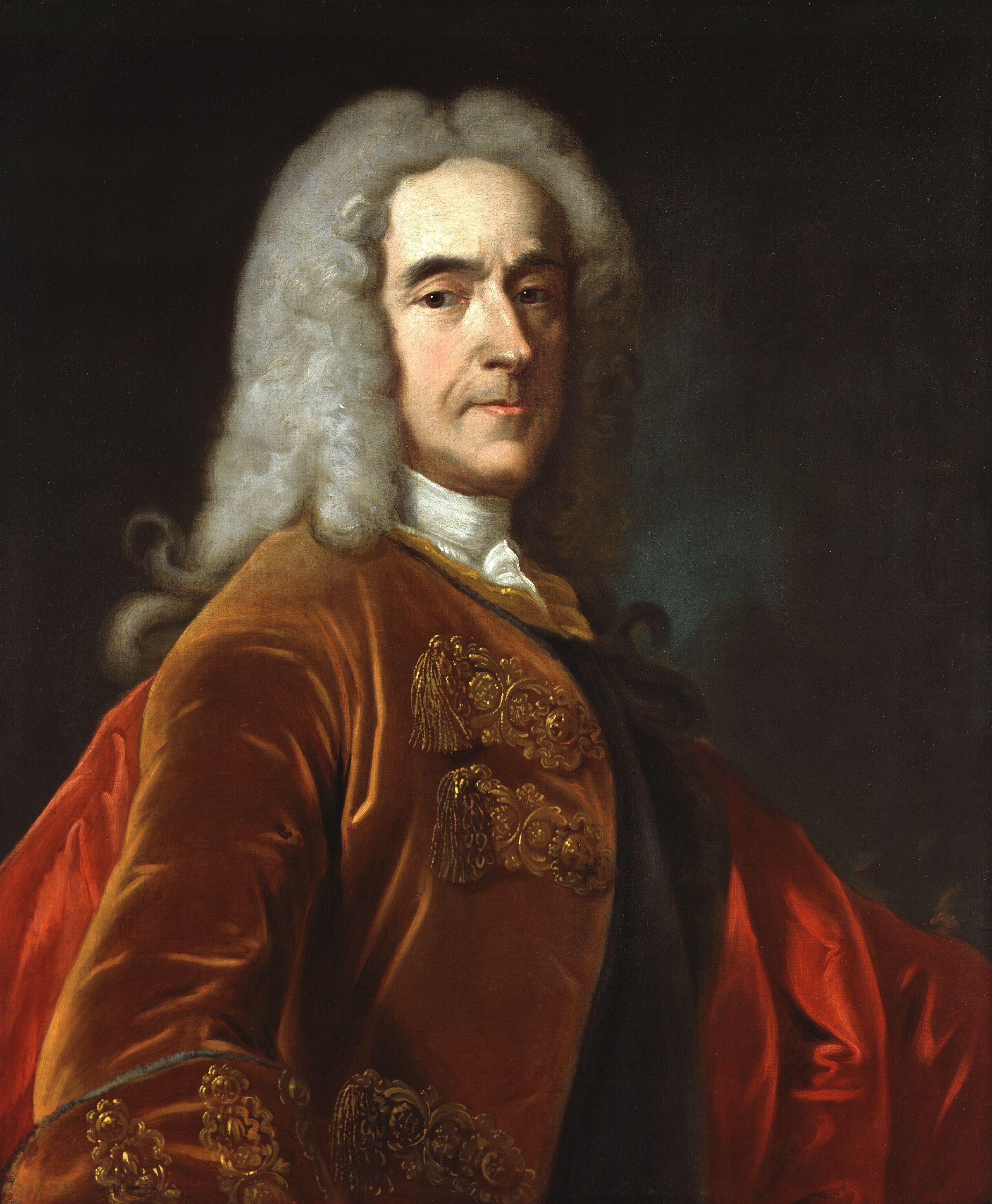
Lord Cobham, le fondateur et le patron du groupe

La faction Cobhamite (souvent connue sous le nom de Cubham's Cubs) était une faction politique britannique du XVIIIe siècle construite autour de Richard Temple (1er vicomte Cobham) et ses partisans. Le groupe comprenait les futurs premiers ministres William Pitt l'Ancien et George Grenville. Ils avaient une philosophie Whig générale et étaient au début partisans du Premier ministre Robert Walpole mais sont ensuite devenus des opposants à son administration.

## Contexte de création
Le groupe est apparu lors de l'effondrement du système bipartite en Grande-Bretagne lorsque le parti whig dominant s'est scindé en plusieurs factions - dont beaucoup étaient opposées à leurs collègues whigs qui étaient au pouvoir. Lord Cobham était à l'origine un partisan de Robert Walpole lorsqu'il est devenu Premier ministre en 1721, en votant avec le gouvernement à la Chambre des lords.

## Émergence

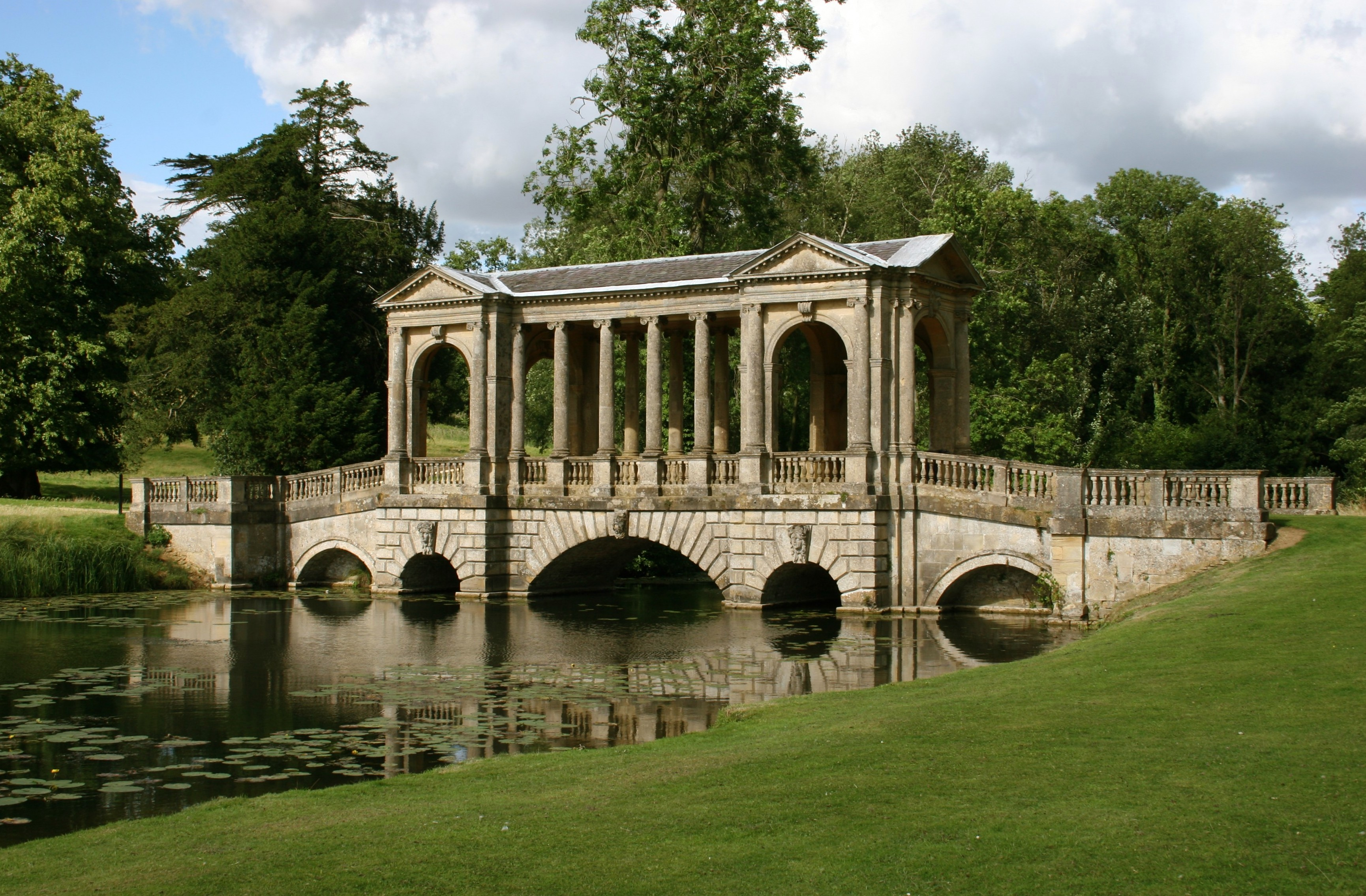
Les membres se sont souvent rencontrés au domaine de Stowe House de Cobham.

En 1730, les liens avec Walpole commencent à se distendre. Il s'opposa à un projet de loi sur l'accise proposé en 1733, obligeant Walpole à retirer ce projet de loi. Walpole le punit en enlevant le commandement à Cobham à son régiment . Cela a poussé Cobham à rompre totalement avec Walpole et à rejoindre l’opposition. Il a commencé à rassembler un groupe de partisans autour de lui, se réunissant souvent au célèbre domaine de Cobham à Stowe House dans le Buckinghamshire. Ils étaient un mélange de députés, de pairs et de certains politiciens potentiels. L'écrivain Alexander Pope était associé au groupe.
Bien que composé presque exclusivement de whigs, le groupe travailla en étroite collaboration avec les conservateurs, qui composaient le baulk de l'opposition, et partageaient la profonde aversion de Cobham pour le gouvernement Walpole. Les partisans de Cobham et les autres Whigs ont refusé de devenir des conservateurs et se sont rapidement qualifiés de "Patriot Party" ou " Patriot Whigs ". Le groupe était parfois associé à Frédéric de Galles adversaire notoire de Walpole et de son père, le roi. Les membres du groupe de Cobham faisaient souvent partie de la cour de Frederick à Leicester Square.
Walpole les indigne davantage en renvoyant tous ceux qui détenaient des commissions de l'armée et s'étaient prononcés contre lui - ce qu'ils considéraient comme un abus de ses pouvoirs . Le groupe s’attaque alors à Walpole pour le forcer à quitter ses fonctions.

## Adhésion

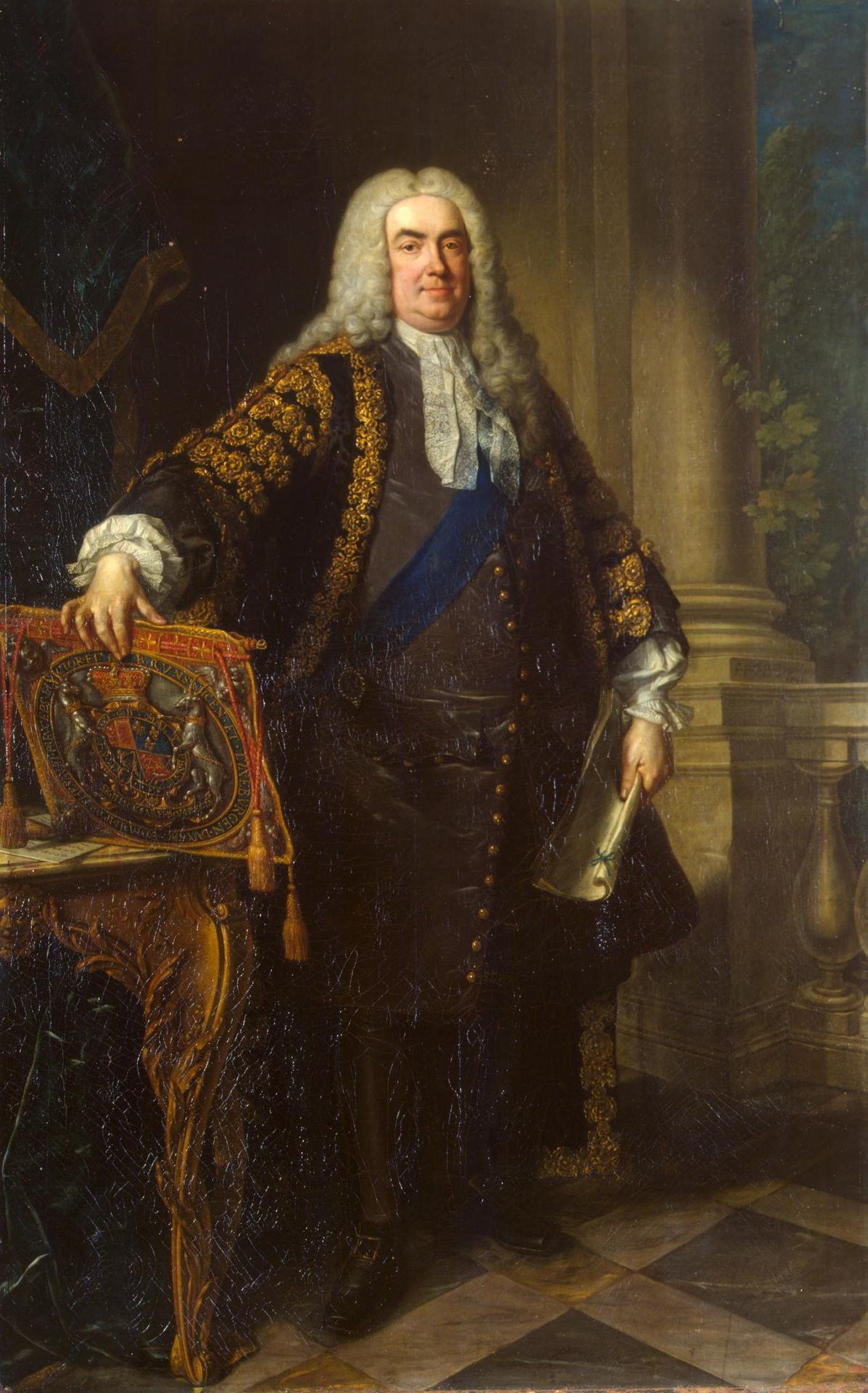
Le groupe s'est construit autour de son opposition à Robert Walpole, Premier ministre de 1721 à 1742.

William Pitt l'Ancien élu au Parlement en 1735, fut le premier à se faire connaître. Pendant un certain temps, son frère aîné, Thomas Pitt de Boconnoc a également siégé avec le groupe, mais a ensuite rompu avec eux. Richard Grenville-Temple, George Grenville et George Lyttelton étaient au nombre des membres éminents de la société. Plusieurs d'entre eux avaient des liens de parenté entre eux par le sang ou par le mariage. En raison de leur jeunesse, ils étaient généralement connus sous le nom de Cubham's Cubs.
William Pitt l'Ancien était de loin le meilleur orateur parmi les membres du groupe, un fait reconnu même par ses opposants qui ont soutenu le gouvernement.

## Opposition
Pitt a mené une série d'attaques contre Walpole au Parlement, ce qui a lentement contribué à éroder l'autorité du premier ministre. La mauvaise gestion de la Guerre de l'oreille de Jenkins qui avait éclaté en 1739, a irrité le groupe. Walpole était clairement anti-guerre et ne l'avait poursuivie qu'à contrecœur - un fait qui indignait la faction des Patriotes pro-guerre qui avait demandé son renvoi. Walpole a finalement été contraint de démissionner à la suite du siège désastreux de Carthagène et n'a obtenu qu'une faible majorité lors de l'élection générale de 1741.
Ayant aidé à abattre Walpole en 1742 avec ses attaques féroces contre sa mauvaise gestion de la Guerre de l'oreille de Jenkins  le groupe était également opposé au gouvernement qui le suivait, dirigé officiellement par Spencer Compton (1er comte de Wilmington) mais dirigé en fait par John Carteret. Ils l'ont attaqué, également pour son contrôle stratégique de la guerre qui, selon eux, mettait trop l'accent sur le combat en Allemagne et pas assez sur la guerre contre l'Espagne dans les Amériques. En 1744, ils ont joué un rôle dans la fin du gouvernement Carteret, pour le remplacer par celui dirigé par Henry Pelham et son frère le duc de Newcastle.

## Entrée au gouvernement

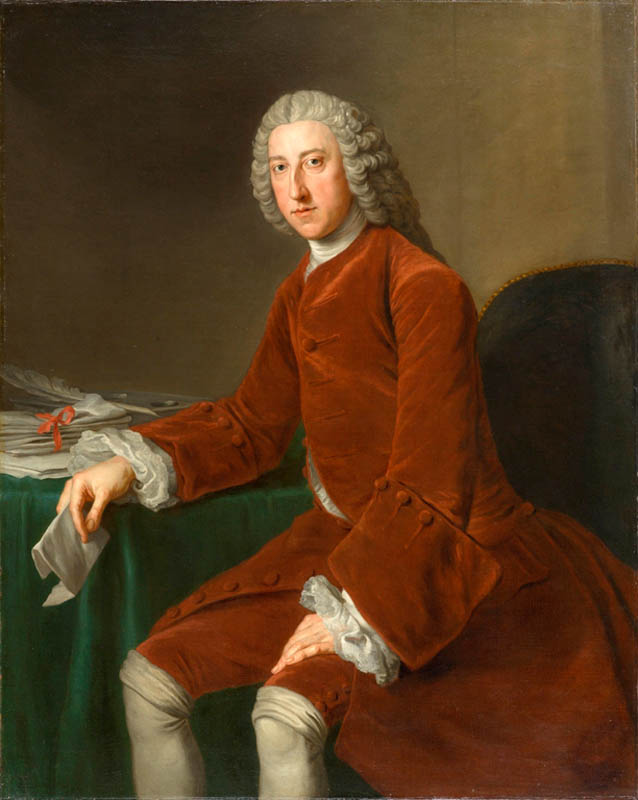
William Pitt l'Ancien était le membre le plus connu de la faction et il assuma en grande partie sa direction après 1749.

Un grand nombre de partisans de Cobham sont ensuite allés rejoindre le nouveau gouvernement. Bien qu'ayant orchestré l'accord, Pitt n'a pas occupé de poste dans l'administration, parce que le roi George II ne l'aimait pas à cause des critiques répétées de Pitt . Pitt et les Cobhamiens restants ont continué à apporter leur soutien au gouvernement dans les années suivantes. Pitt a finalement été récompensé par le poste de Paymaster of the Forces, qui ne nécessitait pas de contact régulier avec le Roi.
Dans les années 1750, le groupe fut mécontent des politiques poursuivies par les Pelham et, en 1755, ils s'opposèrent et attaquèrent une mesure gouvernementale concernant un traité avec la Russie, entraînant le renvoi de Grenville et de Pitt et leur retour à l'opposition, où ils continuèrent d'attaquer le gouvernement Newcastle .
En 1749, Cobham était mort et la cohésion du groupe était menacée par le fait que certains de ses partisans étaient toujours au pouvoir alors que d'autres étaient dans l'opposition. Pitt et George Grenville ont émergé comme les leaders du parti - qui a continué à se réunir à Stowe. En 1756, Pitt dirigea de nouveau le groupe au gouvernement, où il était connu sous le nom de «ministère des Cousins» parce que beaucoup d'entre eux étaient liés. Le groupe a ensuite participé au ministère Pitt – Newcastle, qui a guidé la Grande-Bretagne vers la victoire dans la guerre de Sept Ans.

## Scission

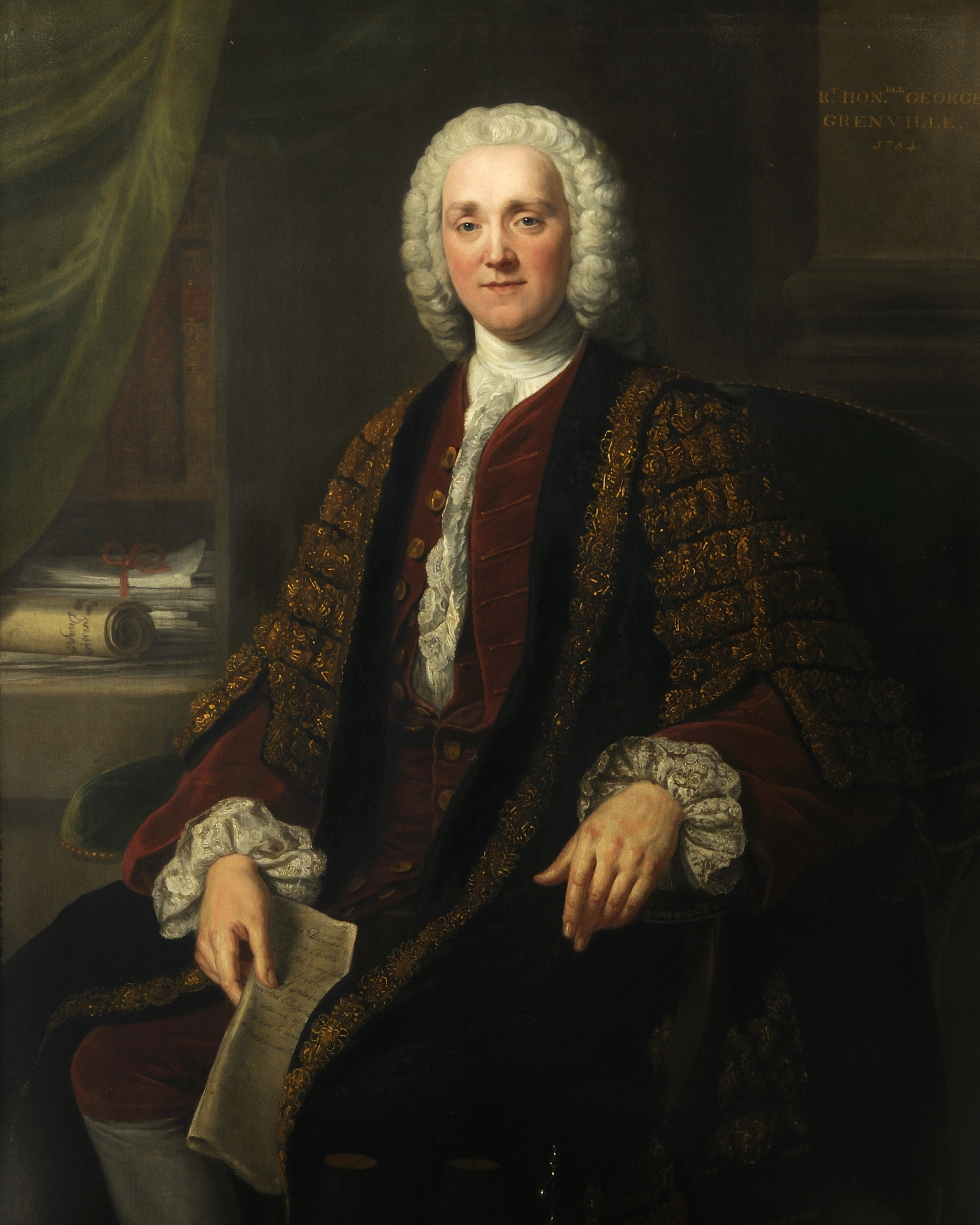
George Grenville a dirigé l'une des deux factions nées du parti cobhamite et a été premier ministre entre 1763 et 1765.

En octobre 1761, contrarié par l'influence croissante de Lord Bute dans le gouvernement et frustré par le refus de ses collègues de lancer une attaque préventive contre l'Espagne, Pitt démissionna. Alors que certains membres du groupe le suivaient, George Grenville restait au gouvernement avec le reste de l’ancien parti cobhamite, ce qui avait suscité un certain mécontentement et entraîné la dissolution de ce qui avait été un groupe uni pendant près de trente ans.
Même après la fin de la guerre avec la paix de Paris en 1763, la scission se poursuivit: certains rejoignirent le parti grenvillite qui occupa le gouvernement en 1763 avec George Grenville au poste de Premier ministre, tandis que d'autres rejoignaient Pitt dans l'opposition. Cela a basculé en 1766, lorsque Pitt est devenu premier ministre, et Grenville a amené ses propres partisans dans l'opposition. Les deux groupes avaient des points de vue remarquablement opposés sur la question de l’Amérique, Grenville et ses partisans partageant des vues bellicistes tandis que Pitt préférait la conciliation. Pitt et Grenville ont finalement pu accepter une réconciliation avant la mort de ce dernier en 1770.
Les fils de Pitt et de Grenville et nombre de leurs partisans devaient former un parti pittite dans les années 1780, qui dominait la politique britannique pendant une génération.

## Membres éminents
- Richard Temple (1er vicomte Cobham)
- William Pitt l'Ancien
- George Grenville
- Richard Grenville-Temple
- Thomas Grenville
- Thomas Pitt de Boconnoc
- George Lyttelton